# 穆宗 (遼)
穆宗（ぼくそう、931年9月19日－969年3月12日）は、遼の第4代皇帝。諱は述律。太宗耶律堯骨の長男。史書によれば、性格は非常に残忍で拷問を好んだとある。

## 生涯
天禄5年（951年）、第3代皇帝であった従兄の世宗が暗殺されると、新たに皇帝として即位した。しかし即位後は奢侈に走って政治を顧みず、重臣も権力争いからそれぞれの派閥に分裂、遼は次第に衰退の兆しを見せ始めた。このため応暦15年（964年）に満洲北部で遼に対する大規模な反乱が起こったが、応暦16年（966年）には反乱を鎮圧している。
応暦19年（969年）、王朝内の混乱から側近により暗殺された。享年39。

## その他
正妻に蕭皇后がいたが、穆宗は性行為が嫌いだったという(中国語版より）。